# Elektrárna Dětmarovice
Elektrárna Dětmarovice (EDET) je tepelná elektrárna společnosti ČEZ u obce Dětmarovice v Moravskoslezském kraji. Leží v těsné blízkosti polských hranic. Její instalovaný výkon je 800 MW a je tak nejvýkonnější elektrárnou spalující černé uhlí v Česku. Elektrárna ročně vyprodukuje okolo 3 TWh elektrické energie. Elektrárna se zabývá také výrobou tepla, které dodává především do Orlové a Bohumína. V květnu 2009 začala výstavba horkovodu do Bohumína, který byl dokončen na podzim 2010.

## Historie elektrárny
Výstavba elektrárny byla zahájena roku 1971 a spouštění čtyř bloků probíhalo postupně od května 1975 do listopadu 1976. Generálním projektantem stavby byl Energoprojekt Praha, stavbu provedla firma VOKD Ostrava, dodavatelem technologie byla Škoda Plzeň. Odsířena byla v roce 1998.

## Zdroj uhlí
Umístění elektrárny bylo zvoleno s ohledem na blízkost černouhelných dolů Ostravsko-karvinského revíru. Elektrárna spalovala černé uhlí pouze z místních zdrojů, ale po roce 2000 se začalo v menší míře využívat také hnědé uhlí ze severozápadních Čech. Také začaly dodávky levnějšího černého uhlí z Polska a Ukrajiny.
Uhlí z blízkých dolů OKD je dopravováno výhradně vlaky dopravce Advanced World Transport, který také provozuje vlečku elektrárny a vykládku uhlí ze samovýsypných vozů v hlubinném zásobníku. AWT zajišťuje i provoz zauhlování.

## Požár (2017)
V dopoledních hodinách dne 28. července 2017 došlo k masivnímu požáru dětmarovické elektrárny. Hasičům se podařilo plameny lokalizovat ještě týž den okolo 18. hodiny. Další dva dny pak – pod kontrolou – nechávali dohořet několik ohnisek a ochlazovali tlakové lahve. V pondělí 31. července byl požár prohlášen za definitivně uhašený.
Oheň zasáhl jeden ze dvou odsiřovacích absorbérů; kvůli rozhodnutí o jeho dalším osudu byl přivolán statik. Elektrárna se v důsledku havárie octnula mimo provoz. Ten byl obnoven po roce.